# Olympiska sommarspelen 1920
Olympiska sommarspelen 1920 var de sjunde olympiska spelen och hölls i Antwerpen i Belgien. Spelen uppdrogs efter krigsstilleståndet 1918 åt Paris att arrangera men fransmännen avstod som en gest till det belgiska folket. De arrangerades under primitiva förhållanden i ett Belgien som fortfarande var härjat efter kriget. Dock gjorde arrangörerna så gott man kunde, vilket noterades och uppskattades. I vissa av tävlingarna var dock funktionärerna pinsamt okunniga och de officiella protokollen är i sådan oordning att svårigheter finns att med säkerhet fastställa ordningsföljd och resultat.
De i första världskriget besegrade centralmakterna Tyskland, Österrike, Ungern, Bulgarien och Turkiet blev inte inbjudna till spelen. Även Sovjetunionen uteblev.

## Att notera
- Den olympiska fanan hissas för första gången vid öppningsceremonin. Man introducerar också den olympiska eden. Edsavläggare var den belgiska fäktaren Victor Boin, medaljör i vattenpolo 1908 och 1912. I spelen 1920 tog han lagmedalj silver i svärdsfäktning (épée).
- Italienaren Nedo Nadi tog guld i fem av sex fäktgrenar.
- I simning tävlade damerna i tre grenar. USA:s Ethelda Bleibtrey vann samtliga. Räknar man med försöksomgångar, simmade Bleibtrey i totalt fem lopp - och satte nytt världsrekord varje gång.
- Daniel Carroll, USA, tog guld i rugby. Eftersom han vann för Australien 1908 blev han den förste att ta guld för två helt olika nationer.
- Boxaren Eddie Eagan, USA, tog guld i lätt tungvikt. Genom att han var med i vinnande bobfyran 1932 blev han den hittills ende som tagit guld i både sommar- och vinter-OS.
- Sveriges Oscar Swahn blir den hittills äldste OS-medaljören (silver i lagtävlingen i hjortskytte), 72 år och 279 dagar gammal.
- Brasiliens första OS-guld någonsin tog skytten Guilherme Paraense när han vann snabbpistol.
- De föregående spelen, i Stockholm 1912, var de femte, men detta räknas officiellt som de sjunde spelen. Trots att spelen ställdes in 1916, på grund av första världskriget, räknas de officiellt som de sjätte.

## Sporter
| - Boxning - Brottning - Bågskytte - Cykling - Dragkamp - Fotboll - Friidrott - Fäktning |  | - Gymnastik - Hästpolo - Ishockey - Konståkning - Landhockey - Modern femkamp - Ridsport - Rodd |  | - Rugby - Segling - Simhopp - Simning - Skytte - Tennis - Tyngdlyftning - Vattenpolo |

## Medaljfördelning
Värdnation (Belgien)
| Plac. | Land           | Guld | Silver | Brons | Totalt antal medaljer |
| ----- | -------------- | ---- | ------ | ----- | --------------------- |
| 1     | USA            | 41   | 27     | 27    | 95                    |
| 2     | Sverige        | 19   | 20     | 25    | 64                    |
| 3     | Storbritannien | 15   | 15     | 13    | 43                    |
| 4     | Finland        | 15   | 10     | 9     | 34                    |
| 5     | Belgien        | 14   | 11     | 11    | 36                    |
| 6     | Norge          | 13   | 9      | 9     | 31                    |
| 7     | Italien        | 13   | 5      | 5     | 23                    |
| 8     | Frankrike      | 9    | 19     | 13    | 41                    |
| 9     | Nederländerna  | 4    | 2      | 5     | 11                    |
| 10    | Danmark        | 3    | 9      | 1     | 13                    |

## Deltagande nationer
Totalt deltog 29 länder i spelen, vilket var endast en mer än vid spelen i Stockholm 1912. Det berodde bland annat på att Tyskland, Österrike, Ungern, Bulgarien och Turkiet som var de förlorande staterna i första världskriget inte bjöds in att delta. Av de nya staterna efter kriget ställde endast Estland upp, och Tjeckoslovakien trädde in efter Böhmen. Polen var upptaget med det Polsk-sovjetiska kriget och kunde därför inte ställa upp.
Brasilien, Estland, Jugoslavien och Monaco debuterade vid dessa spel. Nya Zeeland, som vid spelen 1908 och 1912 deltog tillsammans med Australien som Australasien, deltog som egen nation för första gången.
|                                                                                      |                                                                           |                                                                                |                                                                                    |
| - Argentina - Australien - Belgien - Brasilien - Chile - Danmark - Egypten - Estland | - Finland - Frankrike - Grekland - Indien - Italien - Japan - Jugoslavien | - Kanada - Luxemburg - Monaco - Nederländerna - Norge - Nya Zeeland - Portugal | - Schweiz - Spanien - Storbritannien - Sverige - Sydafrika - Tjeckoslovakien - USA |